# 巴拉斯
巴拉斯，是西班牙卡斯蒂利亚-拉曼恰自治区阿尔瓦塞特省的一个市镇。 总面积190km², 总人口1953人（2001年），人口密度10人/km²。